# Anabacerthia lichtensteini
Anabacerthia lichtensteini е вид птица от семейство Furnariidae.

## Разпространение
Видът е разпространен в Аржентина, Бразилия и Парагвай.